# 神戸市立東山小学校
神戸市立東山小学校（こうべしりつ ひがしやましょうがっこう）は、かつて兵庫県神戸市兵庫区にあった公立小学校。

## 概要
2009年に閉校。校舎は円形校舎が建てられていたが
、閉校後に解体された。
同住所地に神戸市立菊水小学校・神戸市立鵯越小学校・神戸市立夢野小学校との統合先小学校である神戸市立夢野の丘小学校が2011年より移転している。

## 沿革
- 1957年6月 - 神戸市立鵯越小学校東山分校を開設。
- 1958年
  - 4月1日 - 東山分校が神戸市立東山小学校として独立開校。（鵯越小学校の他、神戸市立川池小学校より校区分離[2]）
  - 不明 - 校歌制定。[3]
- 2009年
  - 3月7日 - 4校の合同閉校式。
  - 3月31日 - 閉校。

## 進学先中学校
- 神戸市立湊川中学校 - 統合先の夢野の丘小学校の進学先中学校は神戸市立夢野中学校に校区変更。

## 周辺
- 東山商店街
- 湊川隧道

## 交通
- 神戸電鉄有馬線・神戸高速線 湊川駅、神戸市営地下鉄西神・山手線 湊川公園駅 北西へ約800m。